# La Joia
La Joia (catalán para La Joya) es el primer álbum de estudio debut de la cantante española Bad Gyal, lanzado el 26 de enero de 2024 a través de Universal Music Latino e Interscope Records. Cuenta con las colaboraciones de Myke Towers, Anitta, Tommy Lee Sparta, Ñengo Flow, Tokischa, Young Miko, Morad y Quevedo. El álbum alcanzó el número uno en las listas de ventas españolas, en su tercera semana.

## Antecedentes
El listado de canciones del disco junto con la fecha de lanzamiento fue revelado por la propia artista a través de su cuenta de Instagram el 14 de diciembre de 2023.
Bad Gyal, para promocionar el disco lanzó ocho sencillos, «Sexy», «Sin Carné», «Real G», «Chulo pt. 2», «Mi Lova», «Give Me», «Bota Niña» y «Perdió Este Culo». Todos recibiendo notable éxito comercial en su país. Su colaboración con el Quevedo para «Real G» consiguió llegar al puesto doce del PROMUSICAE Top 100 Canciones, convirtiéndose en la canción con mayor rendimiento en listas del disco hasta el momento. Bad Gyal posterior al lanzamiento de la versión original lanzó «Chulo pt. 2», una continuación de la canción original, en colaboración con la cantante dominicana Tokischa y la rapera puertorriqueña Young Miko. Esta versión recibió un gran éxito comercial, convirtiéndose en el primer éxito de Bad Gyal en varios países de habla hispana como Chile,  Nicaragua, Perú, Costa Rica y Puerto Rico, en donde consiguió posicionarse entre los diez primeros de las listas de esos países, mientras que en otros como Argentina, Ecuador, México, Uruguay y República Dominicana, entre otros, «Chulo» se convertiría en la primera entrada de la cantante en las respectivas listas. En España la segunda parte de la canción se le contó a la versión original de «Chulo», obteniendo la posición dieciséis del conteo. Al día siguiente de revelar el tracklist del disco la cantante lanzaría el sexto sencillo del disco titulado «Give Me», compartido también por las redes sociales de la artista.

## Lista de canciones
| Lista de canciones de La joia |                                             |                                              |          |  |
| N.º                           | Título                                      | Productor/es                                 | Duración |  |
| 1.                            | «Intro»                                     | Merca Bae                                    | 1:09     |  |
| 2.                            | «Mi Lova» (con Myke Towers)                 | Caleb Calloway, SHB, Jeremy Ayala, Merca Bae | 3:40     |  |
| 3.                            | «Give Me»                                   | Nely el Arma Secreta, Scott Storch, Illa     | 2:45     |  |
| 4.                            | «Bota Niña» (con Anitta)                    | Gabriel do Borel, El Guincho                 | 3:30     |  |
| 5.                            | «La Que No Se Mueva» (con Tommy Lee Sparta) | MAG                                          | 3:27     |  |
| 6.                            | «Perdió Este Culo»                          | MAG                                          | 2:38     |  |
| 7.                            | «Sin Carné»                                 | El Guincho, Jasper Harris                    | 1:57     |  |
| 8.                            | «Bad Boy» (featuring Ñengo Flow)            | Lil Geniuz                                   | 3:25     |  |
| 9.                            | «Skit»                                      | Merca Bae                                    | 1:32     |  |
| 10.                           | «Chulo pt. 2» (con Tokischa and Young Miko) | MAG                                          | 3:39     |  |
| 11.                           | «Así Soy» (con Morad)                       | SHB, Nuviala                                 | 3:15     |  |
| 12.                           | «Sexy»                                      | Fakeguido, Sohaib Temmsamani, Nuviala        | 2:39     |  |
| 13.                           | «Pop Pop»                                   | Scott Storch, Nely El Arma Secreta           | 2:14     |  |
| 14.                           | «Real G» (con Quevedo)                      | Taiko, Sky Rompiendo, Merca Bae              | 3:11     |  |
| 15.                           | «Otra Vez Más»                              | Sky Rompiendo                                | 2:33     |  |

## Posicionamiento en listas
| Lista               | Mejor posición | Ref.  |
| ------------------- | -------------- | ----- |
| España (PROMUSICAE) | 1              | [ 2 ] |

## Certificaciones
| País           | Organismo certificador | Certificación   | Ventas | Ref.   |
| -------------- | ---------------------- | --------------- | ------ | ------ |
| España         | PROMUSICAE             | 1× Oro          | 20.000 | [ 12 ] |
| Estados Unidos | RIIAA                  | 1× Oro (Latino) | 30.000 | [ 13 ] |